# Tonosí
Tonosí es un corregimiento y ciudad cabecera del distrito de Tonosí en la provincia de Los Santos, República de Panamá. La ciudad tiene 2.257 habitantes (2010).

## Clima
| Parámetros climáticos promedio de Tonosí (normales 2001–2012, extremos y lluvia 1971–2013) | Parámetros climáticos promedio de Tonosí (normales 2001–2012, extremos y lluvia 1971–2013) | Parámetros climáticos promedio de Tonosí (normales 2001–2012, extremos y lluvia 1971–2013) | Parámetros climáticos promedio de Tonosí (normales 2001–2012, extremos y lluvia 1971–2013) | Parámetros climáticos promedio de Tonosí (normales 2001–2012, extremos y lluvia 1971–2013) | Parámetros climáticos promedio de Tonosí (normales 2001–2012, extremos y lluvia 1971–2013) | Parámetros climáticos promedio de Tonosí (normales 2001–2012, extremos y lluvia 1971–2013) | Parámetros climáticos promedio de Tonosí (normales 2001–2012, extremos y lluvia 1971–2013) | Parámetros climáticos promedio de Tonosí (normales 2001–2012, extremos y lluvia 1971–2013) | Parámetros climáticos promedio de Tonosí (normales 2001–2012, extremos y lluvia 1971–2013) | Parámetros climáticos promedio de Tonosí (normales 2001–2012, extremos y lluvia 1971–2013) | Parámetros climáticos promedio de Tonosí (normales 2001–2012, extremos y lluvia 1971–2013) | Parámetros climáticos promedio de Tonosí (normales 2001–2012, extremos y lluvia 1971–2013) | Parámetros climáticos promedio de Tonosí (normales 2001–2012, extremos y lluvia 1971–2013) |
| Mes                                                                                        | Ene.                                                                                       | Feb.                                                                                       | Mar.                                                                                       | Abr.                                                                                       | May.                                                                                       | Jun.                                                                                       | Jul.                                                                                       | Ago.                                                                                       | Sep.                                                                                       | Oct.                                                                                       | Nov.                                                                                       | Dic.                                                                                       | Anual                                                                                      |
| ------------------------------------------------------------------------------------------ | ------------------------------------------------------------------------------------------ | ------------------------------------------------------------------------------------------ | ------------------------------------------------------------------------------------------ | ------------------------------------------------------------------------------------------ | ------------------------------------------------------------------------------------------ | ------------------------------------------------------------------------------------------ | ------------------------------------------------------------------------------------------ | ------------------------------------------------------------------------------------------ | ------------------------------------------------------------------------------------------ | ------------------------------------------------------------------------------------------ | ------------------------------------------------------------------------------------------ | ------------------------------------------------------------------------------------------ | ------------------------------------------------------------------------------------------ |
| Temp. máx. abs. (°C)                                                                       | 38.5                                                                                       | 39.5                                                                                       | 39.0                                                                                       | 39.8                                                                                       | 38.8                                                                                       | 37.0                                                                                       | 37.8                                                                                       | 36.9                                                                                       | 35.6                                                                                       | 36.6                                                                                       | 36.6                                                                                       | 38.8                                                                                       | 39.8                                                                                       |
| Temp. máx. media (°C)                                                                      | 34.9                                                                                       | 35.8                                                                                       | 36.2                                                                                       | 35.6                                                                                       | 33.3                                                                                       | 31.7                                                                                       | 31.5                                                                                       | 31.5                                                                                       | 31.4                                                                                       | 31.2                                                                                       | 31.4                                                                                       | 33.3                                                                                       | 33.2                                                                                       |
| Temp. media (°C)                                                                           | 29.0                                                                                       | 29.6                                                                                       | 30.1                                                                                       | 29.9                                                                                       | 28.7                                                                                       | 27.7                                                                                       | 27.6                                                                                       | 27.4                                                                                       | 27.3                                                                                       | 27.2                                                                                       | 27.4                                                                                       | 28.2                                                                                       | 28.3                                                                                       |
| Temp. mín. media (°C)                                                                      | 23.1                                                                                       | 23.4                                                                                       | 23.9                                                                                       | 24.3                                                                                       | 24.2                                                                                       | 23.8                                                                                       | 23.5                                                                                       | 23.3                                                                                       | 23.2                                                                                       | 23.2                                                                                       | 23.3                                                                                       | 23.1                                                                                       | 23.5                                                                                       |
| Temp. mín. abs. (°C)                                                                       | 17.0                                                                                       | 16.5                                                                                       | 18.4                                                                                       | 16.5                                                                                       | 18.0                                                                                       | 17.0                                                                                       | 17.0                                                                                       | 15.0                                                                                       | 16.5                                                                                       | 18.0                                                                                       | 17.5                                                                                       | 15.5                                                                                       | 15                                                                                         |
| Lluvias (mm)                                                                               | 7.8                                                                                        | 3.6                                                                                        | 2.2                                                                                        | 39.2                                                                                       | 171.3                                                                                      | 190.8                                                                                      | 171.4                                                                                      | 204.3                                                                                      | 202.8                                                                                      | 293.2                                                                                      | 237.1                                                                                      | 85.6                                                                                       | 1609.3                                                                                     |
| Fuente n.º 1: INEC                                                                         |                                                                                            |                                                                                            |                                                                                            |                                                                                            |                                                                                            |                                                                                            |                                                                                            |                                                                                            |                                                                                            |                                                                                            |                                                                                            |                                                                                            |                                                                                            |
| Fuente n.º 2: IMHPA (lluvia y extremos)                                                    |                                                                                            |                                                                                            |                                                                                            |                                                                                            |                                                                                            |                                                                                            |                                                                                            |                                                                                            |                                                                                            |                                                                                            |                                                                                            |                                                                                            |                                                                                            |